# Краснов, Михаил Александрович
Михаи́л Алекса́ндрович Красно́в (род. 28 августа 1949, Москва) — советский и российский правовед, доктор юридических наук (1993), профессор и заведующий кафедрой конституционного права Национального исследовательского университета «Высшая школа экономики».

## Биография
- С 1966 работал на заводе «Стеклоагрегат» (Москва), затем курьером в Правлении Госбанка РСФСР, рабочим в НИИ ядерной физики МГУ, лаборантом в НИИ судебной медицины Минздрава СССР[1].
- В 1973—1980 — научный редактор издательства «Юридическая литература».
- В 1972 окончил вечернее отделение юридического факультета Московского государственного университета (специальность — правоведение)[1].
- В 1979 аспирантуру юридического факультета МГУ[1].
- В 1979 году защитил диссертацию на соискание учёной степени кандидата юридических наук по теме «Идеи В. И. Ленина о демократических правах и свободах граждан»[1].
- В 1980—1987 — старший преподаватель, доцент Всесоюзного заочного юридического института[1].
- В 1987—1993 — старший научный сотрудник, заведующий сектором муниципального права в Институте государства и права Российской академии наук[1].
- В 1993 году защитил диссертацию на соискание учёной степени доктора юридических наук по теме «Ответственность в системе народного представительства»[1].
- В сентябре 1993 — феврале 1995 — референт помощника Президента России по национальной безопасности Юрия Батурина[1].
- В феврале 1995 — мае 1998 — помощник Президента России Бориса Ельцина по правовым вопросам[1].
- С июня 1998 — вице-президент, член президиума Фонда прикладных политических исследований ИНДЕМ[1].
- С 2000, одновременно, куратор Центр содействия правосудию, созданного Фондом ИНДЕМ (Россия) и Институтом юстиции Vera (США, Нью-Йорк)[1].

Один из идеологов и активных пропагандистов системной реформы власти в России. Возглавлял рабочую группу по разработке Концепции административной реформы в администрации президента России (1997—1998), а затем (2000) по разработке раздела о реформе власти в Центре стратегических разработок под руководством Германа Грефа.
Научный консультант президента Института международного права и экономики имени А. С. Грибоедова. Член общественного комитета «Преемственность и возрождение России». Лауреат премии «Фемида»-97 «за идею административно-правовой реформы и умелое использование юридических знаний в законотворчестве».
Заведующий кафедрой конституционного и административного права, ординарный профессор НИУ ВШЭ.
Член редакционных коллегий ведущих юридических научных журналов: «Право. Журнал Высшей школы экономики», «Сравнительное конституционное обозрение», «Конституционный вестник», «Вопросы государственного и муниципального управления».
Основные направления деятельности — теория конституции, теория государства, система власти, федерализм, противодействие экстремизму, институциональные препятствия для авторитаризма.

## Труды
Автор многих научных и научно-публицистических работ, в том числе:
- Краснов, М. А. Коллегиальность и персональная ответственность в работе местных Советов. — М., 1986.
- Краснов, М. А. Понятие и предмет советского строительства : Учебное пособие. — М., 1988 (в соавторстве).
- Краснов, М. А. Народный депутат: отчетность и ответственность. — Ташкент, 1991 (в соавторстве).
- Краснов, М. А. Введение в муниципальное право. — М., 1993.
- Краснов, М. А. Публично-правовая ответственность представительных органов за нарушение закона // Государство и право. — 1993. — № 6.
- Краснов, М. А. Ответственность в системе народного представительства (Методологические подходы). 2-е издание. М., 1995.
- Краснов, М. А. Парламентская ответственность депутата // Конституционный строй России. Выпуск второй. Вопросы парламентского права. — М., 1995.
- Краснов, М. А. Ответственность власти (Государство в открытом обществе). — М., 1997.
- Краснов, М. А. Клетка для власти: Книга-спор. — М., 1997.
- Краснов, М. А. Власть для открытого общества // Власть. — 2000.
- Краснов, М. А. Правовое государство: десятилетняя эволюция российской государственности. — М.: Московский центр Карнеги, 2001. Июль.
- Краснов, М. А. Реформа государственной службы России: история попыток реформирования с 1992 по 2000 год. — М., 2003 (в соавторстве).
- Краснов, М. А. Толковый словарь конституционных терминов и понятий. — М., 2004 (в соавторстве).
- Краснов, М. А. Персоналистский режим в России: опыт институционального анализа. М. : Фонд «Либеральная миссия», 2006.
- Краснов, М. А. Христианское мировоззрение и права человека // Lex Russica (Русский закон). Т. LXXVIII. № 5. — М., 2013.
- Краснов, М. А. Президент в экономике: эффект «компетенционной гравитации» // Общественные науки и современность. № 1. — М., 2014.
- Краснов, М. А. Христианство и права человека: компендиум. М., Берлин, 2015.
- Краснов, М. А. Отец Небесный и «отцы нации» // Полития: Анализ. Хроника. Прогноз. № 2 (85). — М., 2017.
- Краснов, М. А. Введение в конституционное право с разъяснением сложных вопросов: учебное пособие. М.: Издательский дом НИУ ВШЭ, 2018.

## Интервью
- «Одиннадцать лет со дня принятия Декларации о государственном суверенитете РФ. Судебная реформа в РФ» — 12.06.2001
- «Царецентризм» — это следствие конструкции власти, закреплённой в нашей Конституции" — 28.01.2013
- «Наша конституция — памятник политической ситуации 1993-го» — 13.09.2013